# Hans Christoffel
Hans Christoffel (Rothenbrunnen, 13 september 1865 - Antwerpen, 3 april 1962) was een Zwitsers-Nederlands militair. Hij was kapitein in het Koninklijk Nederlands Indisch Leger en droeg het officierskruis van de Militaire Willems-Orde. Omdat men een officier met de rang van kapitein niet tot de hoge rang van commandeur wilde benoemen kreeg kapitein Christoffel bij de eerstvolgende maal dat hij in aanmerking kwam voor de Militaire Willems-Orde een Eresabel. Hij droeg ook de kroon van een Eervolle Vermelding met het getal "2" op het lint van het Ereteken Belangrijke Krijgsbedrijven. Christoffel was een van de hoogst gedecoreerde Nederlandse militairen.

## Levensloop
Christoffel verliet zijn vaderland in 1885. Na omzwervingen in Italië en Duitsland nam hij op 7 maart 1886 dienst bij het KNIL, dat in die tijd voor een groot deel een vreemdelingenlegioen was . Hij meldde zich bij het Koloniaal Werfdepot te Harderwijk als vrijwillig beroepssoldaat. Op 29 april 1886 kwam soldaat Christoffel in Batavia aan.

## Op Atjeh
Christoffel werd ingezet in Atjeh, op Borneo en op Celebes. Hij was achtereenvolgens korporaal (1887), fourier (1888), sergeant (1893) en adjudant-onderofficier (1897). Bij Koninklijk Besluit van 3 juni 1901 werd hij benoemd tot ridder 4e klasse in de Militaire Willemsorde voor verdiensten in Atjeh. Op 23 oktober 1901 werd hij eervol vermeld in een dagorder. Zijn ambitie om officier te worden realiseerde hij op 5 oktober 1903 toen koningin Wilhelmina hem wegens "het opnieuw bewijs geven van buitengewone moed, beleid en trouw, energie en uitstekende plichtsbetrachting in Atjeh, op 24 juli en 1 september 1902 en gedurende het tijdvak van 30 oktober tot en met 30 december 1902" benoemde tot tweede luitenant.

## Leider van de "Tijgereenheid"
Christoffel was nu officier en leidde een eenheid van het Korps Marechaussee te voet. De eenheid kreeg de bijnaam "Tijgereenheid" of "colonne matjan". Christoffel werd door de inlanders "Kapitein Ketjil" genoemd. Zijn tactiek was om op het kompas door de jungle te trekken en een vijandige nederzetting of legerplaats plotseling aan te vallen. In Atjeh bestreed Hans Christoffel de oelama's met grote hardheid. Hij liet een gewonde oelama van diens brancard gooien, waarna de oelama werd doodgeschoten en vervolgens onthoofd. Het hoofd werd nog jarenlang op sterk water in Kota Radja bewaard. Wanneer de spoorbaan van de Atjeh Tram die de Nederlandse voorposten verbond werd gesaboteerd liet Christoffel 's nachts controleren wie er niet thuis waren. Als de reden van afwezigheid hem niet zinde, werd de bewoner voor zijn huis standrechtelijk doodgeschoten.
De leden van de marechaussée-divisie onder zijn commando droeg rode halsdoeken waarmee werd uitgedrukt dat zij bloed zouden gaan verspillen. Bij Koninklijk Besluit van 29 juli 1905 werd hij buitengewoon bevorderd tot le luitenant, volgens het besluit "zulks als beloning voor zijn uitstekende militaire daden en zijne uit daden gebleken buitengewone militaire talenten met bepaling, dat hij ook in zijn nieuwe rang bij het korps marechaussee te voet in Atjeh en Onderhorigheden geplaatst en à la suite van zijn wapen gevoerd zal blijven". Hij bleef aldus infanterist maar hij gaf leiding aan een militaire politie-eenheid. Hans Christoffel stond onder bevel van Nederlandse generaals als Van Heutsz, Van Daalen en Swart. Zijn inzet bij de "pacificaties" van Nederlands-Indië, in werkelijkheid bloedig neergeslagen opstanden en wrede guerrilla-oorlogen, is uiterst omstreden. In de eerste jaren van de 20e eeuw was hij echter in de ogen van veel Nederlanders een held. Bij Koninklijk Besluit van 15 februari 1904 werd luitenant Hans Christoffel bevorderd tot ridder der 3e klasse of officier in de Militaire Willems-Orde. Aanleiding voor deze bevordering was een reeks militaire successen tijdens de tocht van G.C.E. van Daalen waaronder het nemen van de heuvel benting Gemoejang in Gajo Loeos waarbij hij op 18 maart 1904 een lanssteek in de rechterbovenarm opliep. Bij de verovering van de versterkte gampong Badag (Gajo Loeos) op 4 april 1904 liep Christoffels hoofd een schampschot van een donderbus op. Bij de overmeestering van de versterkte gampong Penosan (Gajo Loeos) op 11 mei 1904 werd zijn rechterduim met een klewang afgeslagen. Er wordt in het Koninklijk Besluit ook melding gemaakt van klewanghouwen bij de verovering van Tampas en schotwonden bij de verovering van Koetoereh in de Alaslanden. Op 5 augustus werd hem een jaar verlof naar Europa verleend, maar nauwelijks in Nederlands-Indië terug, onderscheidde hij zich zozeer dat hij bij Koninklijk Besluit van 12 januari 1907 buitengewoon werd bevorderd tot kapitein "zulks als beloning voor zijne uitstekende militaire daden en zijne uit daden gebleken buitengewone militaire talenten".Die militaire talenten werden duidelijk na de opdracht gekregen te hebben de Batak Priester-Vorst Si Singamangaradja XII te vatten. Deze 'opstandige vorst' was jarenlang uit de greep van het Nederlands bestuur weten te blijven. Ondertussen schreef hij vanuit Toba-Batakgebied regelmatig protestbrieven naar het Nederlandse bestuur om duidelijk te maken dat hij hun aanwezigheid niet gewenst achtte. In het voorjaar van 1907, na een reeks incidenten en aanslagen die aan hem toegeschreven werden, werd de zoektocht naar de vorst geïntensiveerd. Kapitein Christoffel werd met de opdracht belast. Deze zette in maart een meedogenloze en niet aflatende achtervolging van de vorst in. Op 17 juni werd deze laatste uiteindelijk in omstreden omstandigheden gedood. Nederland had er een held bij, en het toekomstige Indonesië een gevallen vrijheidsstrijder.
Op 7 juli 1906 was Christoffel genaturaliseerd tot Nederlander. Bij Koninklijk Besluit van 5 december 1908 werd hij benoemd tot Ridder in de Orde van de Nederlandse Leeuw "als hebbende zich onderscheiden bij de krijgsverrichtingen in het militair Commandement van Celebes, Menado en Timor, in hoofdzaak gedurende het tweede halfjaar 1907." Een benoeming in de exclusieve Orde van de Nederlandse Leeuw is voor een zo jonge en niet hooggeplaatste militair uitzonderlijk. De regering kon Hans Christoffel niet verder bevorderen in de Militaire Willems-Orde omdat de commandeursgraad bestemd is voor legeraanvoerders. Christoffel dankte zijn onderscheiding aan het met succes achtervolgen en doden van de opstandige Radjah van Goa die jarenlang uit handen van de Nederlanders had weten te blijven.
De Eresabel ontving kapitein der Infanterie Hans Christoffel bij Koninklijk Besluit van 28 december 1908, "als hebbende zich onderscheiden bij de krijgsverrichtingen op Flores van 9 augustus 1907 tot ultimo februari 1908". De Nederlandse regering week dus af van de regel dat men voor een krijgsdaad of heldendaad één enkele onderscheiding, en niet meerdere, kan ontvangen. Voor de genoemde verdiensten had Christoffel al een "Leeuw" gekregen. De onderdrukking van de opstand van op Flores was uiterst wreed geweest. De Ambonese hulptroepen kregen voor ieder afgehouwen hoofd een premie van een rijksdaalder.

## Na de actieve dienst
Met ingang van 2 november 1910 werd Hans Christoffel op eigen verzoek "wegens volbrachte diensttijd eervol ontslagen met behoud van recht op pensioen". Omdat tropenjaren dubbel tellen had de pas 45 jaar oude militair inmiddels 28 dienstjaren op zijn conduitestaat. Ondertussen was hij op 29 april 1909 in Antwerpen gehuwd met Adolphina van Rijswijck, dochter van de voormalige Antwerpse burgemeester Jan van Rijswijck. Hij kon in Europa niet aarden en werd planter en concessiejager. Gedurende twintig jaar woonde hij in Indonesië, en trok samen met zijn vrouw op reis door India en Sri Lanka. Hij was erg onder de indruk van de Hindoe, Jaïn, en Boeddhistische filosofieën, en werd een bewonderaar van Mahatma Mohandas Gandhi. In 1934 vestigde het kinderloos gebleven koppel zich in Kalmthout in België.
In 1940 zei hij over zijn rol in Nederlands-Indië het volgende: "Dertig jaar geleden heb ik een gordijn laten vallen over alles wat er gebeurd was. Ik heb de rimboe van mij afgeschud, ben een nieuw leven begonnen, heb over het vroegere zo weinig mogelijk gedacht, heb rust gezocht en gevonden..."
In 1942 woonde Christoffel in Antwerpen, waar hij overleed in 1962, bijna 97 jaar oud. Zijn collectie (1153 objecten) van Indonesische wapens, gebruiksvoorwerpen en textiel heeft hij in 1922 aan de Stad Antwerpen in bruikleen gegeven. Na aankoop van de collectie door het stadsbestuur in 1958 werd ze bewaard door het voormalig Etnografisch Museum Antwerpen. Een zestigtal objecten werden opgesteld in een eigen zaaltje in het museum MAS (Museum Aan de Stroom) te Antwerpen. Daaronder bevonden zich ook voorwerpen die aan de laatste Batak priestervorst Si Singamangaraja XII hebben toebehoord. Het zaaltje werd in februari 2018 gesloten om de hele ruimte te kunnen herinrichten.

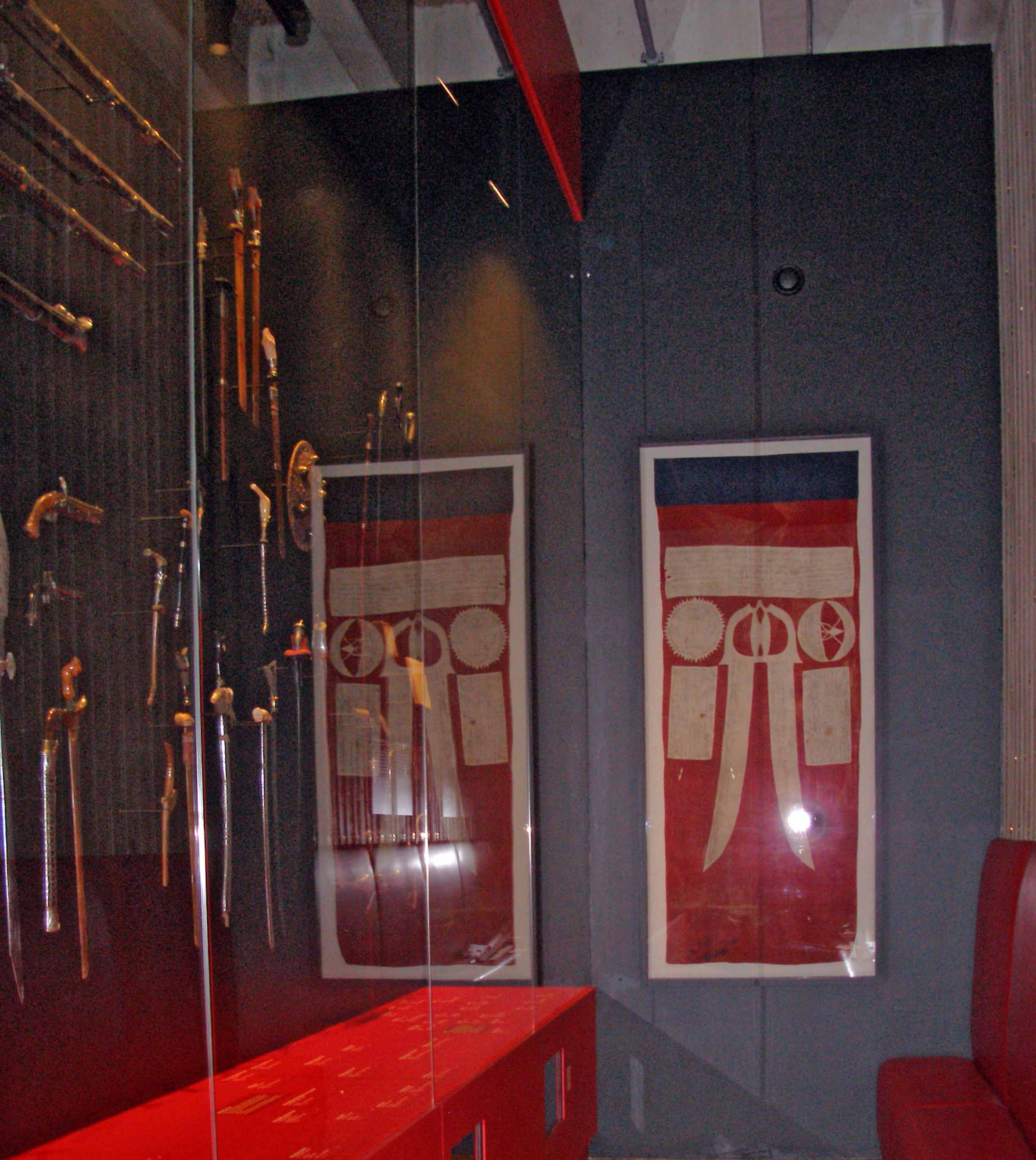
MAS 4V Macht1
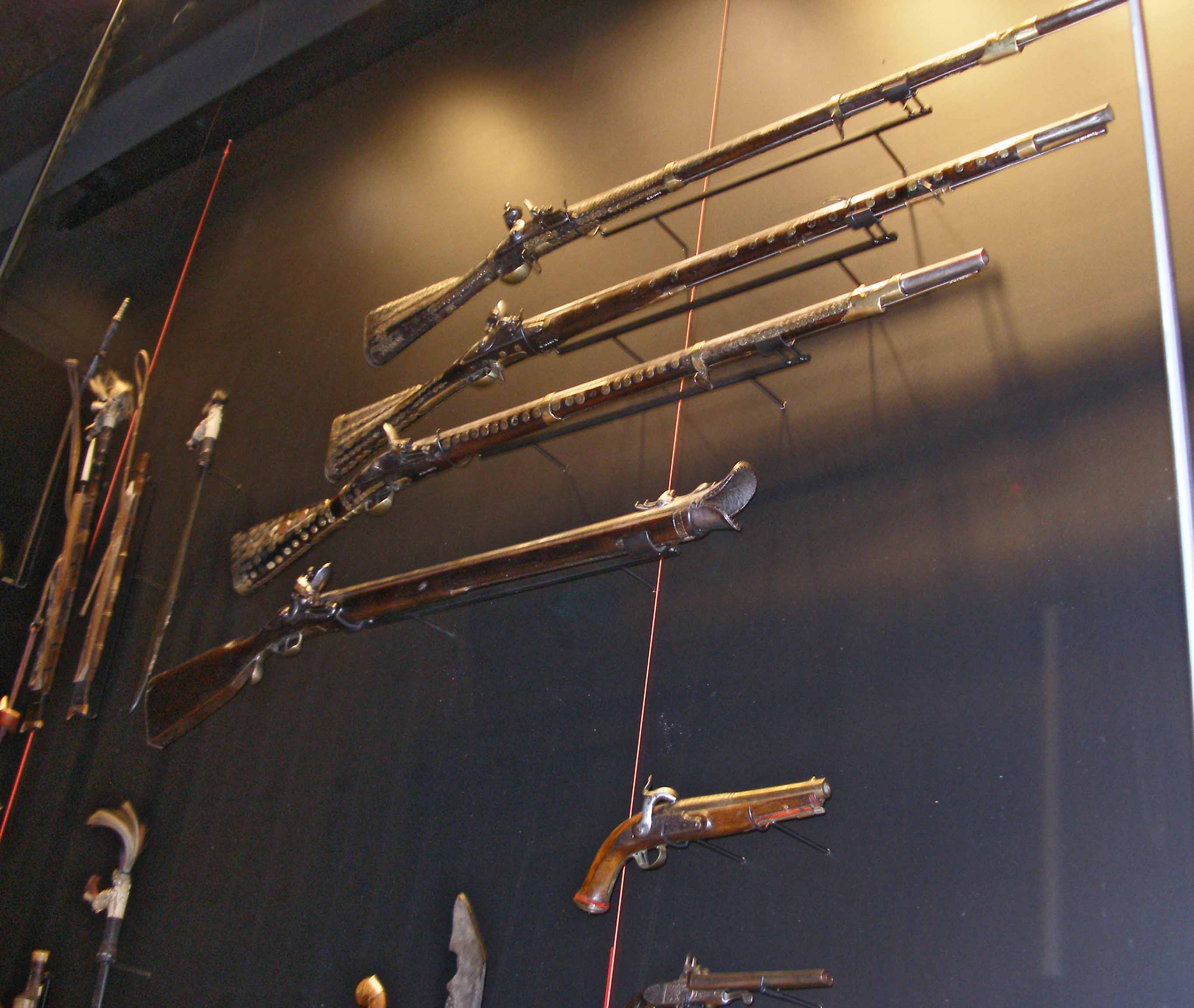
MAS 4V Macht2
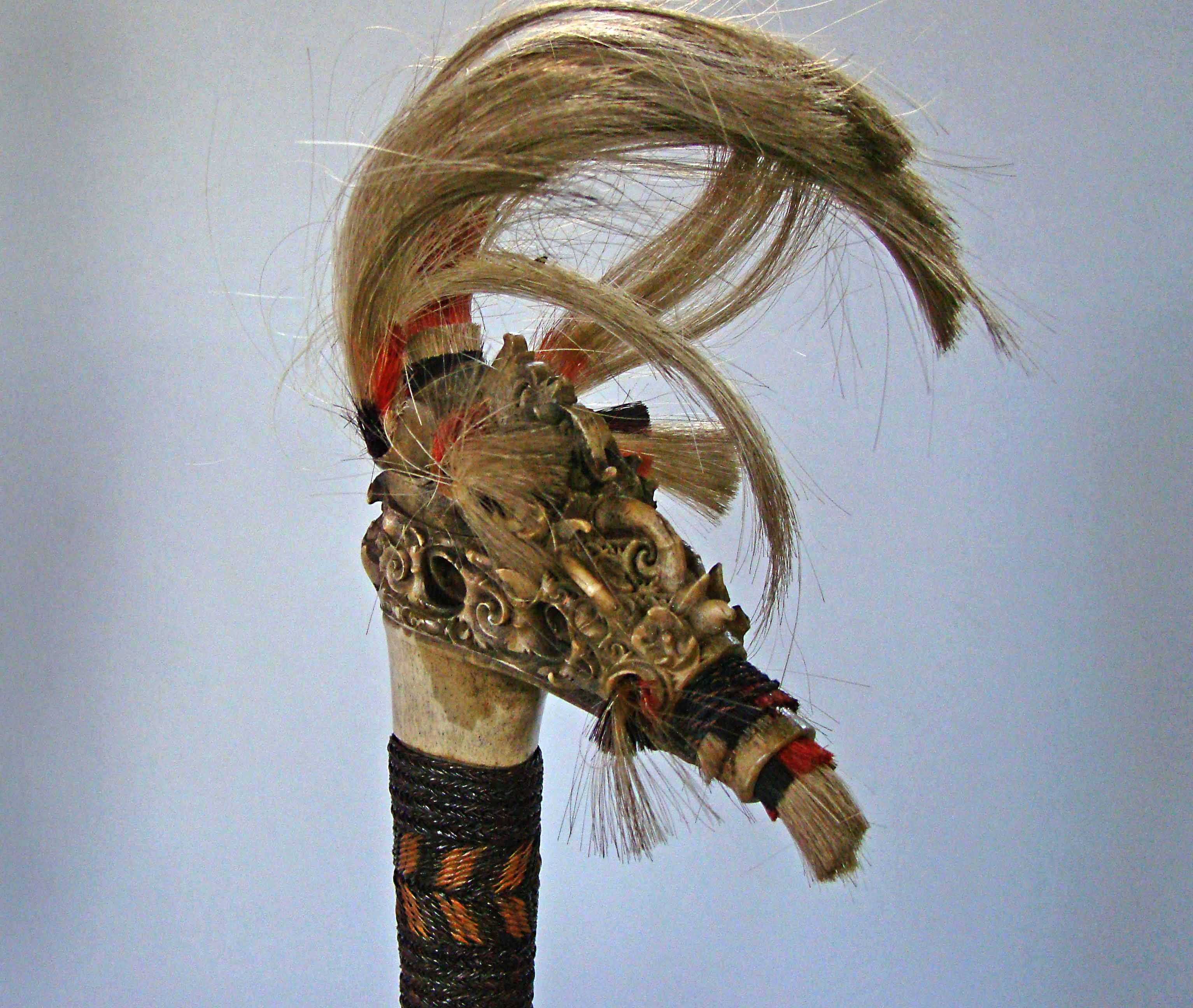
MAS Mandau greep
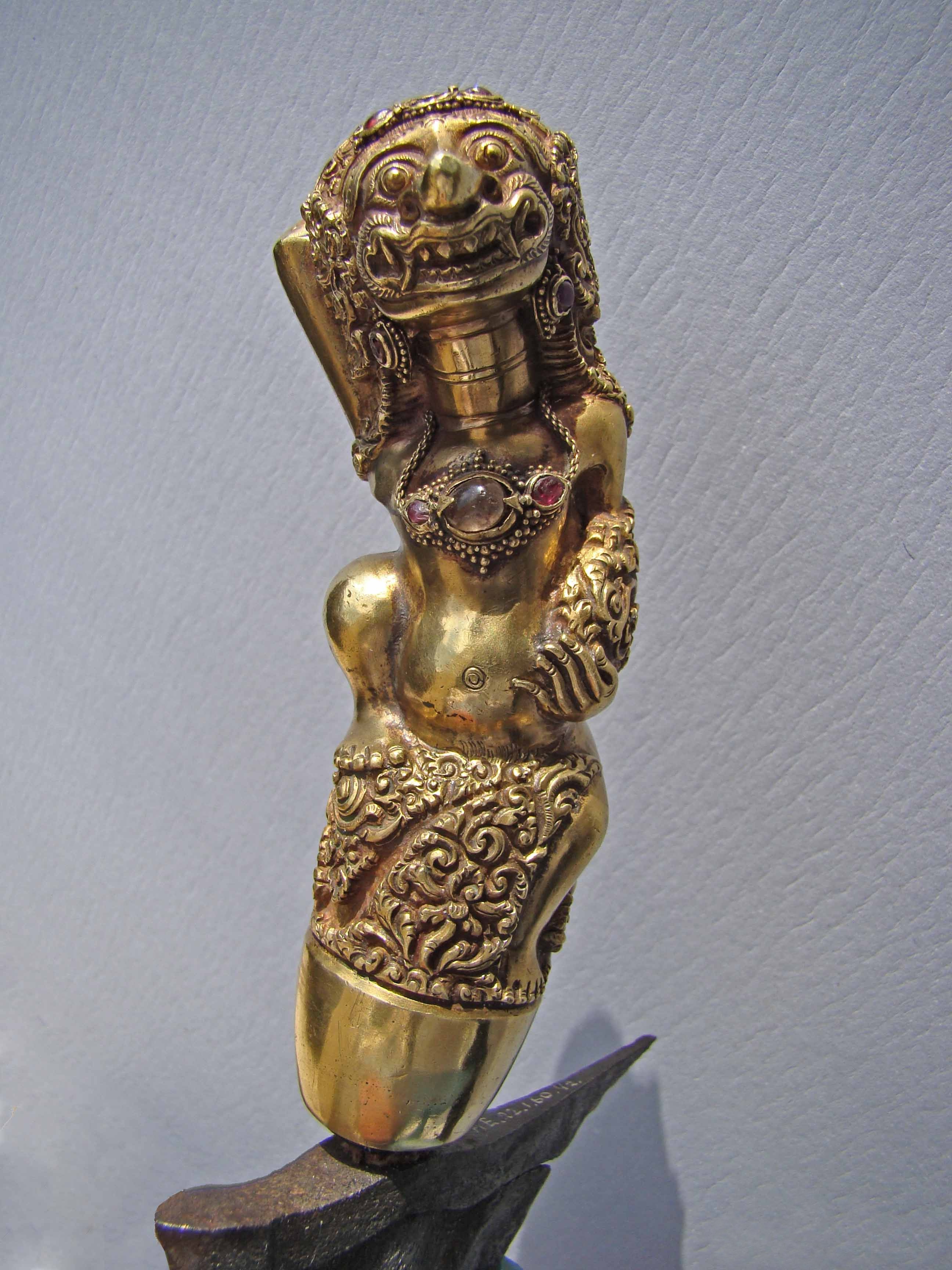
MAS Kris greep